# Pseudocalyx
Pseudocalyx es un género monotípico de plantas  en la familia Acanthaceae. El género tiene 8 especies descritas y de estas solo una aceptada. Su única especie es: Pseudocalyx saccatus, es originaria de Madagascar donde se distribuye en los bosques secos y subhúmedos de las provincias de Antananarivo, Antsiranana y  Mahajanga.

## Taxonomía
Pseudocalyx saccatus fue descrita por  Ludwig Adolph Timotheus Radlkofer y publicado en Abhandlungen herausgegeben vom Naturwissenschaftlichen Vereine zu Bremen 8: 417. 1883.
Sinonimia
- Pseudocalyx africanus S. Moore
- Thunbergia chrysochlamys Baker
- Thunbergia deflexiflora Baker